# Mars (1665)
Mars var ett svenskt regalskepp, som byggdes i Lübeck 1665. Det erövrades av danska flottan i slaget vid Köge bukt 1667, efter att Horn sänts till den grundstötta Drakens understöd.